# ハロモニ@
『ハロモニ@』（ハロモニ）は、テレビ東京系列他で2007年4月8日から2008年9月28日まで放送されていたハロー!プロジェクト及びモーニング娘。の冠番組で、形式上『ハロー!モーニング。』の後番組でもある。
なお、『ハロモニ@』の「@」は読まないので、『ハロー!モーニング。』の略称『ハロモニ。』と同じ発音である。

## 概要
2000年4月2日から2007年4月1日までの7年間・全354回にわたって放送された『ハロー!モーニング。』の後継番組で、事実上の時間移動兼リニューアルでもある。

## 『ハロー!モーニング。』との異なる点
『ハロー!モーニング。』と大きく異なる点は、元モーニング娘。のメンバーやBerryz工房・℃-uteなどのグループが、スタジオライブ以外原則出演しないことである。

## 放送フォーマット
『ハロー!モーニング。』から引き続き、テレビ東京などの一部放送局では字幕放送も実施されていた。
『ハロー!モーニング。』では、2004年10月17日以降野外ロケも含めて16:9のハイビジョン制作だったが、この番組では放送開始から2007年5月13日までは4:3のSD制作でアップコンバートして特殊効果のみをHDで処理、同月20日の放送より全面ハイビジョン制作となっていた。

## 出演者
あかチン国王（人形、声：吉村崇〈平成ノブシコブシ〉）
「ハロモニ王国」の国王で、お供の動物たちを引き連れて日本に遊びに来ている。移動手段はお供の動物が押すベビーカーだが、ベビーカーが入れないところではお供の動物に抱えられている（主に高橋が担当）。
お供の動物達（モーニング娘。）
ハロモニ王国の住人だが、あかチン国王の命令によりお供としてついて来ている。出演メンバーが扮する動物は以下の通りであり、それぞれのメンバーにはテロップの上にキャッチフレーズのテロップが付いている。
- 高橋愛：バンビ - 頼れる?リーダー
- 新垣里沙：リス - メンバーNO.1 しっかり娘。
- 亀井絵里：タヌキ - メンバーNO.1のテキトー娘。
- 道重さゆみ：ウサギ - ブラックブリッコキャラ
- 田中れいな：ネコ - メンバーNO.1 強気娘。
- 久住小春：キツネ - メンバーNO.1 天然やる気娘。
- 光井愛佳：パンダ - 純真スマイル娘。
- ジュンジュン：レッサーパンダ（2007年7月22日 - ） - 中国出身 暴走娘。
- リンリン：トイプードル（同上） - 中国出身メンバー バッチリ娘。

キャベツ大臣（徳井健太〈平成ノブシコブシ〉）
2007年7月22日までは、街歩きなどの際にアイキャッチとして畑や八百屋の中でキャベツのかぶりものをして登場していた。その後、同年11月18日の「均等バイキング」でスタジオ収録に初参加した際に名前が判明した。以後は番組アシスタント的な役割として出演しているが、「MouTube」にも度々登場している。
- この他、「MouTube」では光井が出演する「なぞなぞ手巻きずし」に「巻太くん」が登場している。

### 過去の出演者
カッコ内は出演期間。吉澤と藤本はすべてモーニング娘。在籍中の出演。
- 辻希美：ヒツジ（2007年4月22日 - 5月6日）
- 吉澤ひとみ：柴犬（ - 2007年5月6日）（モーニング娘。在籍中）
- 藤本美貴：ヒョウ（ - 2007年5月27日）（モーニング娘。在籍中）

## ハロモニ@SNS王国
通常の番組公式サイトの他に、「ハロモニ@SNS王国」という番組視聴者向けSNSも用意されていた。これは完全招待制のため、番組公式サイトやハロー!プロジェクト公式携帯サイト内での募集（不定期に実施）で当選するか、既会員に招待（会員になった視聴者1人につき2人まで招待可）されないと入会することができなかった。また、モーニング娘。のメンバーは各々のコミュニティーに番組の感想を書いたり、会員の日記にコメントを残すなどの活動をしており、番組のエンディングで何度かメンバーがこのサイトに書き込む模様が放送された。なお、番組終了後もSNSは運営されていたが、2008年10月31日で閉鎖された。

## 番組内容（コーナー）
放送開始時から何度か、番組の主な内容が変更されていた。

### 過去の番組内容
- 放送開始から2007年6月24日までの間は、ロケにより街を散策するスタイルで番組が収録されていた。
  - 放送開始当初は、「モーニング娘。があなたの街にやって来る」というコンセプトとともに「ハロモニ王国の国王である『あかチン国王』（人形）とその住人であるお供の動物達（モーニング娘。他）が日本に居る国王の知り合いに忘れ物やプレゼントを届ける」という設定で毎回1つの街を散策するというものであり、下記の収録場所を番組内で放送し、かつ初回を除き新聞・雑誌の番組表にも収録場所が掲載されていた。
    - 2007年4月8日：錦糸町 （届け物：筒状のもの）
    - 2007年4月15日：亀有 （届け物：箱状のもの）
    - 2007年4月22日：阿佐ヶ谷 （届け物：円盤状のもの）
    - 2007年4月29日：学芸大学 （届け物：工具のようなもの）
    - 2007年5月6日：三ノ輪・南千住（届け物：小さな蓋状のもの）←同日にさいたまスーパーアリーナで吉澤ひとみの卒業コンサート
    - 2007年5月13日：谷中・根津・千駄木 （届け物：金網状のもの）
    - 2007年5月20日：下北沢 （届け物：匙）
    - 2007年5月27日：三軒茶屋 （届け物：刷毛）
    - 2007年6月3日：アメ横・浅草橋 （届け物：四角い板状のもの）
    - 2007年6月10日：東京タワー・虎ノ門 （届け物：ステッカーのようなもの）

  - 2007年6月17日と24日は「忘れ物やプレゼントを届ける」のではなく「街の定番を探す」というコンセプトで散策した（17日：吉祥寺、24日：自由が丘）。
  - なお、後に放送された「MouTube」内の「亀重問答」でも武蔵小山や浅草を散策した。
- 2007年7月1日からは「1つの街を散策する」という番組スタイルではなくなり、多様な企画を放送するようになった。この頃よりロケ収録だけでなくスタジオ収録もされるようになった。この期間に放送された企画は以下の通り。
  - 7月1日 - スーパーマーケットでのつかみ取り名人とのつかみ取り対決と中華料理店での大食い名人との大食い対決（収録場所は西葛西と赤坂）
  - 7月8日 - セレブツアー。飾り物コレクター、外国人タレント事務所社長および3匹の犬と出会ってゲームを行った。
  - 7月15日 - バーベキューについて学び、食材争奪バトルやバーベキューを楽しむためのテクニックを教わった。この回ではあかチン国王に代わって進行をテレビ東京の中川聡が務めた（収録場所は葛西臨海公園）。
  - 7月22日 - モーニング娘。のジュンジュンとリンリンが初参加した。最初に2人のこれまでの活躍を振り返ったドキュメントが放送された後、東京ドームシティアトラクションズで絶叫アトラクションを利用した連帯責任ゲームが放送され、ジェットコースターに乗車しながらの一問一答とお化け屋敷での絶叫ガマン歩きを行った。
- 2007年4月29日から7月1日までは「ハロモニ@中国学習」というサブコーナーがあった。これは、久住小春と光井愛佳の2人が視聴者から寄せられた中国に関する情報を基に中国について学ぶコーナーであった。なお、これは2人がメインコーナーである街散策に参加していない時に放送されたため、街散策に参加する時は放送されていなかった。
- 2007年7月29日から2008年1月20日までは、主に下記のコーナーのうち毎回1〜2コーナーの構成によって放送されていた。
  - うそつQUEEN（2007年7月29日 - 11月25日）

1人の挑戦者を迎えて、挑戦者がモーニング娘。の中で誰が嘘をついているかを当てるコーナー。当初は探偵事務所の所員が挑戦していたが、その後お笑い芸人が挑戦するようになった。
  - チビッコKING（2007年7月29日 - 12月9日）

あらゆる趣味の名人である子供と戦うためにモーニング娘。が挑戦するコーナー。
  - ヒットの現場JACK（2007年8月5日 - 9月2日）

さまざまなヒット商品が製造されている工場をモーニング娘。が見学するコーナー。
  - お子さまグルメJOKER（2007年9月30日 - 11月11日）

グルメが大好きな子供（主にタレント）がおすすめのグルメを紹介するコーナー。ただし、モーニング娘。は「Mr.シャッフルマン」によるジョーカー当てマジックでハズレ（ジョーカーが出る）を引くとおすすめグルメを食べることができなかった。
  - コラボ娘。（2007年10月7日 - 12月9日）

番組でさまざまなもののコラボレーションを企画し、それによって完成したものを世に送り出そうというコーナー。このコーナーで行われた企画は下記の通り。
  - 『きらりん☆レボリューション』のキャラクターと名前の考案（2007年10月7日 - 12月9日）

アニメ『きらりん☆レボリューション』の登場キャラクター「なーさん」の敵ネコ（新キャラクター）をモーニング娘。が考案すると共に、その名前も視聴者から募集した（ - 10月31日）。この企画と合わせて『きらりん☆レボリューション』に関する豆知識も放送された。その後の出来事は以下の通りである。
  - 10月28日 - 新キャラクターに道重が描いたものが採用された。
  - 11月18日 - 新キャラクターの名前が「ぐろっさん」に決定した。
  - 11月25日 - 「ぐろっさん」の声の出演が光井愛佳に決定した（この日放送された「うそつQUEEN」の後にモーニング娘。が酸素ボンベを吸いながら言葉を言うゲームによって決定）。
  - 12月2日 - 光井によるアフレコ収録の模様が放送された（収録現場には道重・久住も同席）。
  - 12月9日 - 「ぐろっさん」の誕生までの歩みを振り返るお披露目試写会が放送された。

なお、この番組は遅れネット局も多かったため、地域によっては新キャラクターの決定時に名前の募集が締め切られていたこともあった。
  - 子供に人気の出るデニッシュパンの考案（2007年10月14日）

子供に人気の出そうなデニッシュパンの中身をモーニング娘。が考案し、製作した。企画に参加したのは新垣里沙・亀井絵里・ジュンジュン・リンリンの4人で、採用された亀井考案の梅干し入りデニッシュパンが実際に商品として販売された。
  - 任天堂「Wii」とのコラボレーション（2007年12月2日・9日）

高橋・新垣・亀井・道重・田中の5人が京都の任天堂本社に赴き、当時発売されたばかりのWii Fitとのコラボレーションを行った。Wii Fitの紹介、からだ測定や、Miiコンテストチャンネルで作成したMiiを使ったバランスゲームによる美人トーナメントを行った。なお、各メンバーが作成されたMiiは視聴者に無料配布された。また、12月9日の最後にはクイズに答えるとWii Fitが当たるプレゼントも企画された。
なお、「Wii」についてはこの企画の前にも6月3日のアメ横・浅草橋での散策の際に部品の一部を忘れ物として任天堂東京支店の社員に渡した後、Wiiを使ったゲーム対決を行ったことがある。
  - 均等バイキング（2007年11月18日 - 2008年1月20日）

モーニング娘。がゲストを迎えてバイキング料理を楽しむコーナー。いくつか出される料理の総重量を参加人数で割ったものが1人分の「取り分」となり、その取り分の重量に近くなるように料理を取り分けていく。取り分けるチャンスは各人一度しかなく、やり直しもできない。評価は個人単位で行い、取り分けた料理の重量が提示された誤差に収まらなかった場合、料理は没収され、食べられなくなる。なお、このコーナーではキャベツ大臣がアシスタントを務めており、料理が没収される時にその料理を食べている。ただし、2007年12月23日は2つの料理（ラザニア、ブッシュ・ド・ノエル）を1つずつ取り分けた（2008年1月20日も同様のルールがあった）。

### 末期の番組内容
2008年1月27日以降、下記のコーナーのみが放送されるようになった。
- MouTube（2008年1月13日 - 9月14日）
  - 自慢したい「プチ技」をピックアップして紹介するコーナー。なお、放送されるVTRは投稿動画風の構成になっているが、実際は投稿動画ではなくこの番組によって収録したものである。当初は主に一般視聴者やタレント、芸人、動物などの投稿動画（風）VTRを紹介していたが、徐々にモーニング娘。メンバーのVTRが増えてきて、2008年4月頃からはモーニング娘。メンバーの動画のみ紹介するようになった。それと合わせて各メンバーがロケなどで収録した企画VTRをみんなでスタジオで見るというようなスタイルで固まってきており、「ガキカメ芸術劇場」や「なんでも記憶ショー」などの定番企画を中心に紹介していた。
  - また、コーナー開始当初は最後に最も優秀なプチ技（企画）を合議制で決定していたが、同年3月30日からは各プチ技（企画）ごとにメンバーが星を付けて評価をするようになっていた。
  - このコーナーで、新垣里沙と亀井絵里の「A」（アート）や道重さゆみの「プリンセス・ワイワイ」などといったキャラクターが登場している。なお、「A」は番組終了後も2009年9月5日にテレビ東京で放送された「モーニング娘。アメリカ初上陸ライブ」で再披露している。

### 備考
- 放送開始当初から出演メンバーが「ハロモニ王国から来た動物」であるという設定は変更しておらず、出演時には衣装に拘わらず、必ず動物の耳が付いたカチューシャを着用している。当初はしっぽのついたポーチも着けていたのだが、週替わりで多様な衣装を着るようになってからは、着けなくなっていた。
- 放送内容の変更に伴い、オープニングのナレーションが何度か変更されている。また、末期になるとオープニングのアニメーションとともにナレーションも省略されることが多くなってきた（タイトルロゴのみ表示）。
- エンディングではハロプロ関連の楽曲のPVをスタッフクレジットやホームページの紹介と一緒に放送している。基本的に発売前後に流される最新曲であるが、2007年12月23日と2008年1月6日はシングル以外の商品の中からの曲を放送した。

### スタジオライブ
- 回によってはオープニング前かエンディング前にハロプロメンバーのスタジオライブが放送されることもある。この場合、直前にハロモニ王国の城内のダンスホールの入口のドアを開けるアニメーションが流された。放送された曲は下記の通りである。
  - 『悲しみトワイライト』モーニング娘。（2007年4月15日）
  - 『めぐる恋の季節』℃-ute（2007年7月8日）
  - 『女に 幸あれ』モーニング娘。（2007年7月22日）
  - 『ふたりはNS』きら☆ぴか（2007年8月5日）
  - 『愛しき悪友へ』モーニング娘。誕生10年記念隊（2007年8月12日）
  - 『ホントのじぶん』Buono!（2007年10月28日）
  - 『チャンス!』月島きらり starring 久住小春 (モーニング娘。)（2007年11月4日）
  - 『勝利のBIG WAVE!!!』アテナ&ロビケロッツ（2007年11月11日）
  - 『みかん』モーニング娘。（2007年11月18日）
  - 『付き合ってるのに片思い』Berryz工房（2007年11月25日）
  - 『やったろうぜ!』音楽ガッタス（2007年12月2日）
  - 『16歳の恋なんて』安倍なつみ&矢島舞美（℃-ute）（2008年2月3日）
  - 『恋愛♥ライダー』Buono!（2008年2月10日）
  - 『青春!LOVEランチ』アテナ&ロビケロッツ（2008年2月17日）
  - 『LALALA 幸せの歌』℃-ute（2008年2月24日）
  - 『ジンギスカン』Berryz工房（2008年3月16日）
  - 『リゾナント ブルー』モーニング娘。（2008年4月13日）
  - 『アナタボシ』MilkyWay（2008年4月27日）
  - 『C\C（シンデレラ\コンプレックス）』High-King（2008年6月15日）
  - 『行け 行け モンキーダンス』Berryz工房（2008年7月6日）
  - 『パパンケーキ』月島きらり starring 久住小春 (モーニング娘。)（2008年7月13日）
  - 『ペッパー警部』モーニング娘。（2008年9月21日）※この曲のみ前半の途中からスタッフクレジットが表示された。
- まれにハロプロ関係の最新情報を放送することもあった。

## 放送時間

### テレビ東京
- 2007年4月8日 - 2008年3月30日（日曜日 12:20 - 12:49）29分
- 2008年4月6日 - 9月28日（日曜日 12:25 - 12:49）24分

### 各地のネット局
| 放送地域      | 放送局               | 系列           | 放送日時                 | 放送終了日     |
| ------------- | -------------------- | -------------- | ------------------------ | -------------- |
| 関東広域圏    | テレビ東京【制作局】 | テレビ東京系列 | 日曜 12時25分 - 12時49分 | 2008年9月28日  |
| 福岡県        | TVQ九州放送          | テレビ東京系列 | 土曜 6時30分 - 6時55分   | 2008年10月4日  |
| 大阪府        | テレビ大阪           | テレビ東京系列 | 日曜 7時00分 - 7時24分   | 2008年10月5日  |
| 岡山県 香川県 | テレビせとうち       | テレビ東京系列 | 火曜 24時58分 - 25時23分 | 2008年10月7日  |
| 北海道        | テレビ北海道         | テレビ東京系列 | 木曜 25時00分 - 25時30分 | 2008年10月16日 |
| 奈良県        | 奈良テレビ           | 独立UHF局      | 火曜 8時30分 - 8時55分   | 2008年10月7日  |
| 滋賀県        | びわ湖放送           | 独立UHF局      | 日曜 12時00分 - 12時25分 | 2009年1月18日  |
| 新潟県        | テレビ新潟           | 日本テレビ系列 | 金曜 25時55分 - 26時20分 | 2008年10月24日 |
| 福島県        | 福島テレビ           | フジテレビ系列 | 土曜 25時45分 - 26時09分 | 2008年10月18日 |
| 熊本県        | テレビ熊本           | フジテレビ系列 | 火曜 25時35分 - 26時00分 | 2008年10月28日 |

備考
- 上記のネット局はすべて『ハロー!モーニング。』から引き続きネットされていた。
- テレビ大阪は、第1回（テレビ東京2007年4月8日放送分）と第2回（同15日放送分）を2週分まとめて2007年4月25日の10:00 - 10:56に放送された後、同年5月1日から翌2008年4月1日まで火曜9:55 - 10:25に放送されていた。そして同月6日から上記の時間帯に放送されていたので、2006年3月26日以来『ハロー!モーニング。』から続いて2年ぶりに日曜日に放送された。
- テレビせとうちは、2007年9月28日まで金曜の上記時間に放送されていた。
- びわ湖放送は、2007年9月27日まで木曜25:20 - 25:50に放送されていた。
- TVQ九州放送は、放送開始から2008年4月13日までテレビ東京との同時ネット放送（厳密には同時刻同時間帯でのローカルセールス扱い）を行っていた。
- 福島テレビは、2008年5月14日まで水曜24:58 - 25:27に放送されていた。
- テレビ新潟とテレビ熊本は、2008年4月以降も公式サイトから放送局情報が削除されているが上記時間で放送を続けていた。なお、前者は2008年4月頃まで土曜25:30 - 26:00に放送されていた。
- この他、一部の放送局ではケーブルテレビを通じて視聴できる地域があった。
- 台湾の國興衛視でもネットされていた。
- テレビ東京系列のBSデジタル放送局・BSジャパンでは当時、音楽制作者連盟と著作権・肖像権の問題で折り合いが付かず、放送されなかった。

#### 放送途中で打ち切られた局
| 放送地域 | 放送局     | 系列           | 放送日時（打ち切り時） | 打ち切り日時 |
| -------- | ---------- | -------------- | ---------------------- | ------------ |
| 愛知県   | テレビ愛知 | テレビ東京系列 | 土曜 6時30分〜7時00分  | 2008年4月5日 |

- 2007年9月30日まで日曜7:00 - 7:30に、同年10月6日から12月8日まで土曜6:15 - 6:45に、同月15日から土曜6:30 - 7:00に放送されていた。

## 出来事
※下記は原則としてテレビ東京での放送日時・内容である。

### 2007年
- 4月8日、放送開始。当初は「モーニング娘。があなたの街にやって来る」というコンセプトで街を散策するというスタイルだった。
- 4月22日、モーニング娘。以外のメンバーとして辻希美が初出演。
- 4月29日、「ハロモニ。@中国学習」がスタート。
- 5月13日、この回の後半でモーニング娘。新メンバーのジュンジュンとリンリンの密着シーン及び吉澤ひとみの卒業シーン（この2つは同年春の「モーニング娘。コンサートツアー2007春 〜SEXY 8 ビート〜」の最終日である5月6日に実施）と同月10日に行われた辻希美の妊娠と杉浦太陽との婚約発表記者会見が放送された。
- 5月20日、この回より全面ハイビジョン撮影になる。
- 6月10日、この回で2回目のオープニングアニメを修正。ヒョウ（藤本美貴）がいなくなり、その場所にはバンビ（高橋愛）が入った（それまでも吉澤卒業までは修正前のオープニングアニメが放送された）。
- 6月17日・24日、「忘れ物やプレゼントを届ける」という内容から外れ、街の定番を散策するスタイルで放送された。
- 7月1日、この回より街を散策するというスタイルからなくなる。
- 7月22日、この回よりジュンジュンとリンリンが初出演するとともに衣装を一新。同時に3回目のオープニングアニメを修正した。
- 7月29日、「うそつQUEEN」と「チビッコKING」がスタート。この回では「うそつQUEEN」の本番直前に亀井が体調不良のため途中退場した。またこの回よりキャベツのアイキャッチがなくなった。
- 8月5日、「ヒットの現場JACK」がスタート。
- 8月26日、ザ・たっちをゲストに迎え、特別企画「夏休みSP ふるさと自慢祭り」が放送され、モーニング娘。がご当地グルメと地元の民芸品を紹介し、ザ・たっちがその中のニセモノを当てるゲームを行った。またこの回は、メンバー全員が浴衣姿で出演した。
- 9月30日、「お子さまグルメJOKER」がスタート。
- 10月7日、「コラボ娘。」がスタート。『きらりん☆レボリューション』の新キャラクターをモーニング娘。のメンバーが考案するとともに、その名前を視聴者によって募集する企画を開始した（〜12月9日）。
- 11月18日、「均等バイキング」がスタート。このコーナーでキャベツが4ヶ月ぶりにキャベツ大臣として復帰し、アシスタントを務めるようになった。
- 12月23日、クリスマススペシャルが放送された。前半で「均等バイキング」を放送した後、後半では久住と光井による「モーニング娘。サンタがやって来た」を企画し、視聴者の自宅へ訪問してドッキリ大作戦を行った。

### 2008年
- 1月6日、特別企画として「新春マナーバトル 乙女の品格チェック」が放送された。モーニング娘。を2チームに分け、正しいハンバーガーやトウモロコシの食べ方などを当てる「マナー対決」を行った。
- 1月13日、「MouTube」がスタート。しかし、この回の視聴率は番組史上初の1%割れとなる0.8%という日曜昼の番組にしてはかなりの低視聴率であった。
- 2月24日、モーニング娘。の一部メンバーが舞台「おじぎ30度 オン・ステージ」に出演するため、そのPRのために通常着用していたパステルカラーの衣装ではなくウエイトレスの衣装を着用して収録された。この回以降毎回季節に合わせた衣装を着用するようになり、その衣装を着用した生写真を番組ホームページで販売するようになっていた（〜9月7日。同月14日はパステルカラーの衣装に戻る）。
- 4月6日、この日より放送時間が5分短くなり、12:25 - 12:49の24分となった。
- 5月4日・11日・18日、「MouTube」内で3月から放送されていた「なんでも記憶ショー」が好評であったため、特別企画として「ハロモニ＠記憶王決定戦」が放送された。4日は新垣・道重・田中・ジュンジュン・光井が、11日は亀井・高橋・久住・リンリンが挑戦、18日は光井と高橋による決勝戦が放送され、結果光井が記憶王に輝いた。
- 5月25日、「なんでも記憶ショー最強アホ決定戦!」が放送され、道重・ジュンジュン・亀井・リンリンが挑戦し、結果亀井が最強アホに決定した。
- 6月1日、「なんでも記憶ショー」に里田まい（カントリー娘。）がゲストとして亀井・道重とともに挑戦し、結果里田がどアホに決定した。
- 6月8日、サプライズゲストとして元モーニング娘。の小川麻琴が出演し、芸能活動再開を発表した。小川は『ハロー!モーニング。』時代を含めて約1年10ヶ月ぶりの出演であった。また、同年9月7日の「MouTube」のツボツボマン（高橋）の足もみクイズにも出演した。
- 6月29日、「MouTube」内の企画「携帯調査官」にお笑いタレントのはるな愛が出演した。また、この回の後半で同月25日に開催された松浦亜弥のコンサートにはるながゲスト出演するシーンが放送された。なお、はるなは2007年5月27日放送分（三軒茶屋での街散策）以来2度目の出演であった。
- 7月6日、「美勇伝コンサートツアー2008初夏 美勇伝説V 〜最終伝説〜」の最終日の模様と、同日をもって解散した美勇伝のコメントが放送された。
- 8月10日、「シンデレラ ザ・ミュージカル」の舞台裏が放送された。
- 8月17日、「MouTube」名珍場面集が放送された。
- 8月24日、「4億円ドッキリプロジェクト」が放送された。この企画は2ヶ月前から計画しており、モーニング娘。がロトシックスで4億円が当たったら何に使うかを答える作戦をランキング形式で発表した。ここではキャベツ大臣がドッキリの相手を務めた。
- 9月21日、放送開始からの名珍場面集を紹介した総集編が放送された。中でも、「MouTube」内の「ガキカメ芸術劇場」では、新垣と亀井がそれぞれのお題を何回目でクリアしたかをランキング形式で紹介した。
- 9月28日、最終回。特別企画としてメンバー9人全員で投げ入れに挑戦する「ハロモニ@芸術劇場」が放送された。亀井・道重・久住はエントランス、高橋・光井・リンリンはホール、新垣・田中・ジュンジュンはキッチンを担当し、それぞれ与えられた課題に取り組んだ。そして、番組の最後にはメンバー9人全員が風船に向かってダーツの弓を当て、風船の中から「ハロモニ@バイバイ」の文字が現れ、「でっかい宇宙に愛がある」にのせてエンディングを迎えた。なお、スタッフクレジットはこの回のみロールで流した。

## 備考
- テレビ北海道は、番組開始から2008年3月27日まで『歌ドキッ! 〜ポップクラシックス〜』の後に放送されたため、同番組との連続で37分間ハロー!プロジェクトの番組を楽しむことができた。
- 放送開始当初は、見所→オープニングアニメ→コーナー（回により途中ハロモニ@中国学習挿入があった）→エンディングという順序で次回予告もなく、途中のCMも見所の直後と街の散策の途中に流れていたが、全面ハイビジョン撮影になってからは見所→オープニングアニメ→コーナー→次回予告→エンディングで途中のCMも見所の直後と次回予告の直前（CM入り前のアイキャッチでも予告映像が流れる）に流れるようになり、『ハロー!モーニング。』末期に似た順序となっている。ただし、2007年9月16日と23日、2008年2月3日と10日はコーナー後半の途中でCMが挟まれ、10月と12月2日はコーナーに入る前に連続してCMが挟まれた。また11月4日と11日は終了直前にCMが挟まれ、18日は次回予告の前後にCMが入った。
- さらに2007年7月22日からジュンジュンとリンリンがこの番組に出演しているが、この2人が加入してからは主に「うそつQUEEN」「チビッコKING」「ヒットの現場JACK」「お子さまグルメJOKER」「均等バイキング」の5コーナーのうちいずれか、そして「MouTube」へと放送される形態が変わっている。また、衣装も新しくなり、高橋・道重・リンリンは赤、新垣・田中・ジュンジュンは緑、亀井・久住・光井は青、それぞれのパステルカラーの衣装を着用したが、2008年2月24日から9月7日までは前述の通り季節に合わせた衣装を着用していた。
- 2007年10月から2008年4月までは、ハロプロの新曲発表があるたびに断続的にスタジオライブが放送されていた。
- 2007年6月17日の吉祥寺の定番散策では、モーニング娘。が散策を始める際に武蔵野市長からのメッセージが伝えられた。
- 2007年9月に開催された「モーニング娘。10年記念展」においてこの番組の展示が行われ、特製グッズの販売も行われた（同月9日・16日・23日のエンディングで開催告知を放送）。
- 2008年3月31日から『ベリキュー!』が放送を開始すると、テレビ東京系列のハロー!プロジェクト関連テレビ番組がこの番組と『ベリキュー!』となり、主に前者がモーニング娘。、後者がBerryz工房と℃-uteで、ともにワンダフルハーツ（当時）のメンバーが出演していた。なお、後者も同年10月3日で放送が終了し、同月6日より同枠にモーニング娘。・Berryz工房・℃-ute・真野恵里菜が出演していた『よろセン!』に移行した[1]が、2009年3月27日で放送が終了、翌4月2日からは『美女放談』に移行し2010年からはほぼ1年おきにタイトルを変えながら（美女学→ハロプロ!TIME→ハロー!SATOYAMAライフ）ハロプロの番組は2021年現在も放送されている（現：『ハロドリ。』）。
- 平均視聴率が1%台となったため、2008年8月にテレビ東京が決断を下し[2]、同年9月28日をもって番組を終了した。これにより、『ハロー!モーニング。』から続いて8年半の歴史にピリオドを打った。

## 主なスタッフ
- ナレーター：池田昌子（番組開始当初からメイン）、服部潤（「ハロモニ@中国学習」やジュンジュンとリンリンの密着コーナーを担当。だが、2007年10月の「コラボ娘。」開始後は同コーナーを始めとして他コーナーも担当している。）
- 構成：とちぼり元、すずきB、なかじまはじめ、西野直樹
- 美術：小越敏彦
- キャラクターデザイン・CG：奥田真也
- 技術：前進
- カメラ：池田浩之
- 照明：長治憲明
- 音声：五十嵐公彦
- 音効：平澤亜希
- 編集：菅野雄介
- MA：大矢研二
- 編成：今井豪
- 番宣：石井真知子
- デスク：酒井奈々子
- ヘアメイク：B-side
- スタイリスト：柳沼環、樋口栄子
- ディレクター：陳賛収、山田耕三、露木寛子、佐藤B
- AP：宮川幸二
- プロデューサー：関光晴
- 技術協力：テクノマックス、テレビ東京アート、八峯テレビ、TEL'MIG、テクノマックスビデオセンター
- 制作協力：アップフロントエージェンシー（現：アップフロントプロモーション）、テレビ東京ブロードバンド
- 製作著作：テレビ東京

### 過去
- チーフプロデューサー：大島信彦
- ディレクター：木村健作、野中哲也
- 構成：福岡ナヲト、中川ゆーすけ、甲斐千賀子